# Шубитидзе, Гиви
Гиви Шубитидзе — грузинский и американский самбист и дзюдоист, чемпион Европы и мира по самбо среди юниоров 2001 года, серебряный (2002) и бронзовый (2001) призёр чемпионатов Европы по самбо, серебряный (2004) и бронзовый (2005) призёр чемпионатов мира по самбо. Также участвовал в чемпионате мира по самбо 2002 года в Панаме, где занял пятое место. По самбо выступал во второй средней весовой категории (до 90 кг).